# Hebmüller

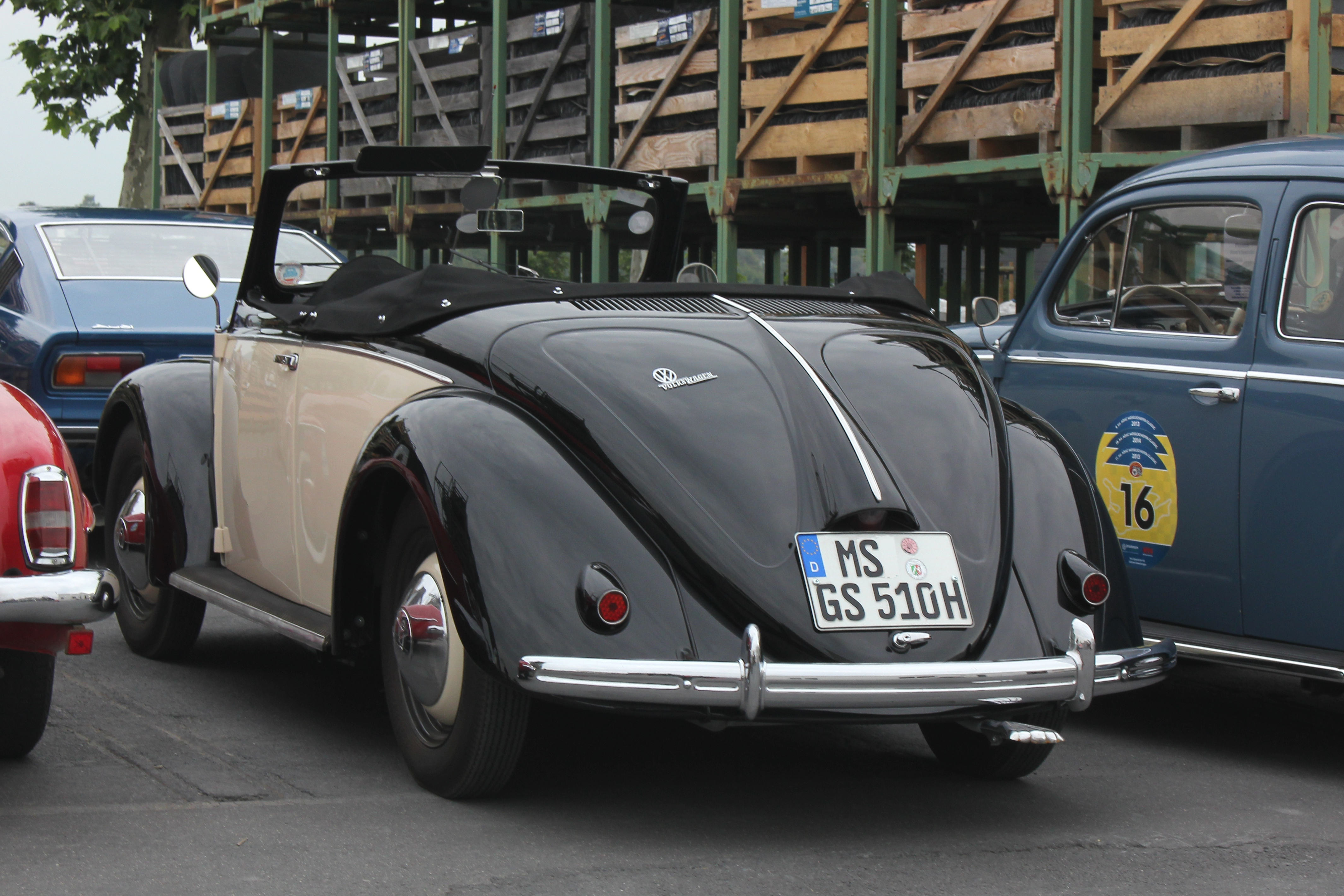
Hebmüller Volkswagen Cabriolet

Hebmüller (ook: Joseph Hebmüller Söhne) was een Duitse carrosseriefabriek in Wülfrath bij Wuppertal, die vooral bekend is geworden door de productie van de Hebmüller Volkswagen Cabriolet, een tweezits cabriolet, gebouwd op het chassis van de Volkswagen Kever. Daarnaast bouwde Hebmüller een open politievoertuig met vier zitplaatsen, eveneens op een Kever-chassis. Ook voor DKW en andere autofabrieken bouwde Hebmüller cabrioletversies.
Het bedrijf werd in 1889 gesticht als rijtuigfabriek. Na het overlijden van de oprichter in 1919 zetten de vier zoons het bedrijf voort als carrosseriefabriek. Aan het eind van de jaren twintig bouwde Hebmüller taxi's in serieproductie.
Na de Tweede Wereldoorlog werd de productie in 1948 hervat. Hebmüller bouwde carrosserieën voor Ford, DKW en Borgward, en bouwde voor Volkswagen een politie-Kübelwagen (Volkswagen typ 18A) op het chassis van de Volkswagen Kever. Op 4 juni 1949 werd met Volkswagen een overeenkomst gesloten voor een serie van 675 Hebmüller Volkswagen cabriolets op een Kever-chassis (Volkswagen typ 14A). Diezelfde maand ging de productie van start.
Op 23 juli 1949 werd de fabriek echter door brand verwoest. Hebmüller stond voor omvangrijke herinvesteringen en vroeg Volkswagen om een vervolgorder voor de cabriolets. Toen Volkswagen dit afwees, werd de productie op een lager pitje voortgezet. Door de brand was de bedrijfseconomische situatie bij Hebmüller echter zodanig verslechterd, dat het bedrijf in mei 1952 surseance van betaling moest aanvragen. Vervolgens werd het gesloten. De fabriek werd verkocht aan Tempo uit Hamburg, dat de fabriek in 1956 aan Ford doorverkocht. Tegenwoordig bouwt Ford er voor sommige modellen delen van de stuurinrichting.